# La gran travessia
La gran travessia (en l'original en francès: La Grande Traversée) és el vint-i-dosè àlbum de la sèrie Astèrix el gal. Va ser publicat en francès el 1975, amb una tirada d'1.350.000 exemplars. El 1995 va estrenar-se la pel·lícula animada Astèrix a Amèrica, basada en aquesta història.

## Sinopsi
Astèrix i Obèlix van a pescar peix fresc per al druida Panoràmix, car és un ingredient essencial per a la poció màgica. Enmig del mar, una tempesta els porta lluny de la Gàlia, fins que troben una terra desconeguda poblada per una tribu estranya i per uns ocells que anomenen Gluglú. Un temps després, un explorador víking arriba igualment a aquesta terra nova…

## Comentaris
- La terra nova on arriben Astèrix i Obèlix se sobreentén que és Amèrica, concretament l'illa de Manhattan
- Si bé els vikings s'assemblen molt als normands apareguts en el passat a Astèrix i els normands, ni Astèrix ni Obèlix els relacionen. Com a tret diferencial, mentre que els noms normands acabaven en "-af", els vikings acaben en "-sen"
- La idea que els víkings van arribar a Amèrica segles abans de Colom és una que es va considerar seriosament en aquell moment[4] i ara es veu com un fet.[5] No obstant això, els víkings van desembarcar a Amèrica al voltant de l'any 1000 dC, aproximadament mil anys després del període on es va establir Astèrix.
- Queda clar perquè el peix d'Ordralfabètix no és pas fresc: si bé té el mar al costat, ell ven peix de Lutècia, portat en carros de bous.
- Per a dibuixar els núvols de la tempesta, Uderzo aplicà tinta xinesa amb el seu propi dit (se n'aprecien lleugerament les ditades)
- El vaixell pirata no és enfonsat i Astèrix i Obèlix només se'n porten el menjar preparat per a un banquet.
- Astèrix i Obèlix descobreixen un ocell estrany que anomenen Gluglú pel soroll que fan: són els indiots.
- Les tradicionals estrelles després d'un mastegot es converteixen en les 50 estrelles de la bandera dels Estats Units (p. 23) i en l'escut de les USAF (p. 25)
- Per fer senyals als vikings, Astèrix s'enfila a un munt de pedres amb una torxa a la mà, recordant l'Estàtua de la Llibertat que hi ha davant de la ciutat de Nova York. De fet, ho fa a l'illa on es troba la famosa estàtua.
- Kerøsen, l'explorador víking, interrogant-se sobre si és un descobridor, acaba pronunciant (com un altre príncep escandinau) «Ser o no ser, aquesta és la qüestió…»
- Al banquet final, el bard Asseguratòrix participa en el banquet tot i ser estomacat per Esautomàtix. Pel seu costat, Ordralfabètix el peixater està apartat, assegut als peus de l'arbre, fent escarafalls a un plat de peix.
- Aquest àlbum està ple de referències nord-americanes d'una banda, i referències víkings i daneses de l'altra.[6]